# 13174 Тімоссі
13174 Тімоссі (13174 Timossi) — астероїд головного поясу, відкритий 14 лютого 1996 року.
Тіссеранів параметр щодо Юпітера — 3,332.